# Bagnes

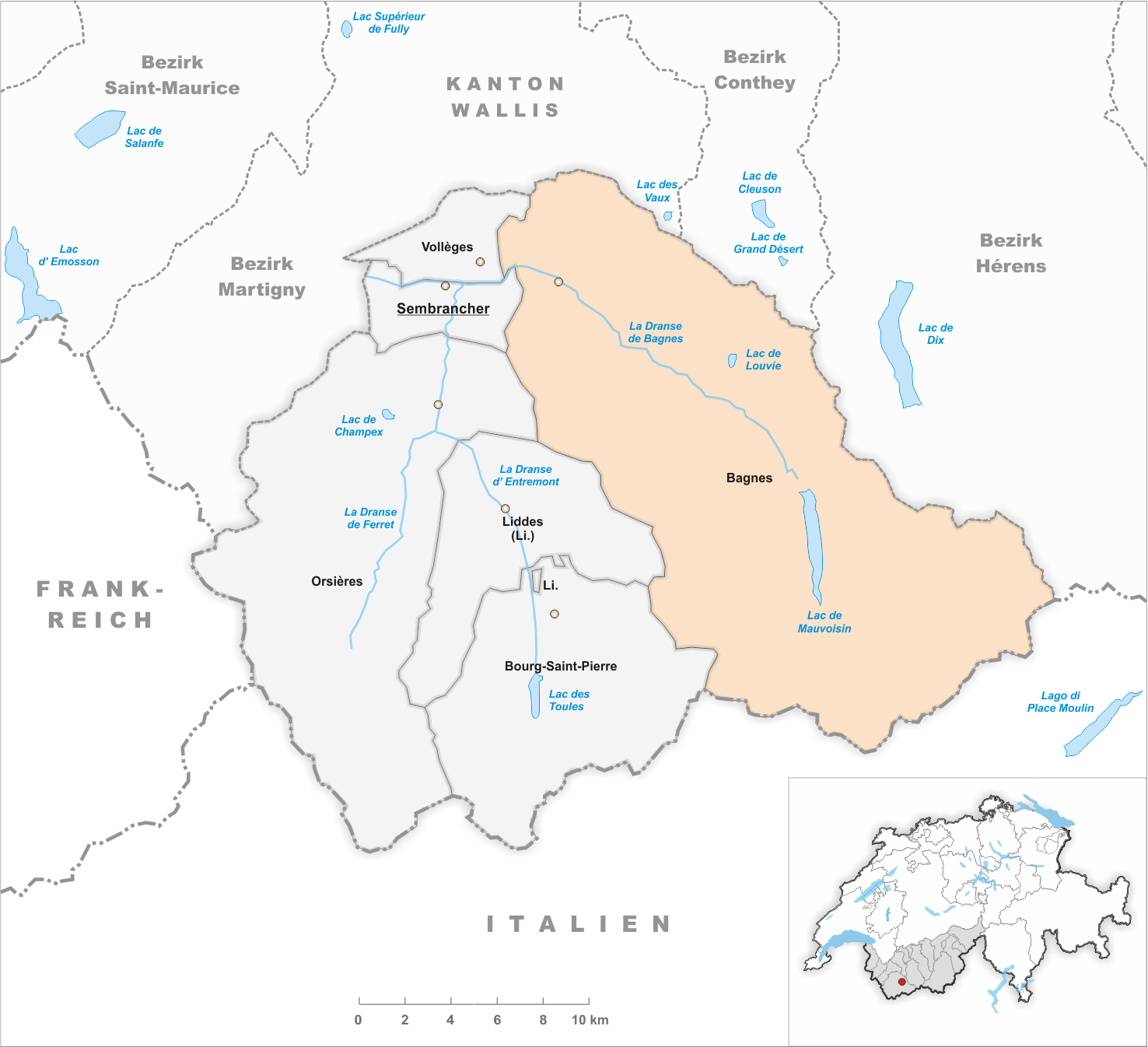
Gemeindestand vor der Fusion am 1. Januar 2021

Bagnes (deutsch früher Bangis) ist eine ehemalige politische Gemeinde des Bezirks Entremont des Kantons Wallis in der Schweiz, die 2021 mit Vollèges zur Gemeinde Val de Bagnes fusionierte, die an das Aostatal angrenzt. Bagnes umfasste den Hauptort Le Châble, das Wintersportgebiet Verbier und weitere Dörfer.
Mit 284,10 km² war Bagnes lange Zeit flächenmässig die grösste Gemeinde der Schweiz. Ihr Name bezeichnete das in etwa dem Val de Bagnes entsprechende Gemeindegebiet, nicht aber eine Ortschaft.

## Geographie
Bagnes war mit 284,10 km² eine der flächenmässig grössten Gemeinden der Schweiz. Das Gemeindegebiet nahm einen Hauptteil des Val de Bagnes ein. Durch dieses Tal fliesst die Dranse de Bagnes, die den Stausee Lac de Mauvoisin entwässert.
Die Gemeinde bestand aus zahlreichen Dörfern und Weilern. Ein eigentliches Dorfzentrum gab es nicht; die Gemeindeverwaltung befand sich in Le Châble. Nur 1,9 % der Gemeinde waren Siedlungsfläche, der grösste Teil war Berggebiet. Die Gemeinde lag an der Grenze zu Italien und bestand aus den Ortschaften Bruson, Champsec, Fionnay, Le Châble, Lourtier, Sarreyer, Verbier, Versegères und Villette.
Die Nachbargemeinden waren Vollèges, Sembrancher, Saxon, Riddes, Nendaz, Hérémence, Evolène, Bourg-Saint-Pierre, Liddes, Orsières und die italienischen Gemeinden Bionaz und Ollomont.

## Geschichte
Bagnes war vor 1150 Besitz der Savoyer, kam dann zur Abtei Saint-Maurice und gehört seit 1798 zum Bezirk Entremont. Die erstmals 1287 erwähnte, vermutlich 1476 zerstörte Burg Verbier schützte Bagnes. Politisch war die Gemeinde bis 1957 ein Verband von Dörfern, die Quartiere oder Sektionen genannt wurden; die Gemeinderäte vertraten bis 1971 ihre Sektionen.
Im gesamten 19. Jahrhundert befehdeten sich die Radikalen und Konservativen heftig. So kam es 1844 zum blutigen Konflikt von Corberaye , wo drei Konservative getötet wurden. Die Radikalen von Bagnes hatten zwar gesiegt, doch kamen die Konservativen des Bezirks ihren Parteifreunden zu Hilfe und diese dadurch wieder an die Macht. Eine Folge dieser politischen Zwietracht war 1900 die Gründung der liberal-radikalen Freien Schule, an der es keinen Religionsunterricht gab. Sie blieb bis 1943 bestehen.
Die Pfarrei ist erstmals 1178 erwähnt (Kirche Saint-Maurice in Le Châble). Die 1686 errichtete Kaplanei Verbier wurde 1915 Rektorat und 1962 Pfarrei. Weitere Kapellen stehen in
Montagnier (14. Jahrhundert), Sarreyer (nach 1639), Lourtier (1659),
Vernays  (1661),
Médières (1679), Champsec und Versegères (1684).
Die Gemeinde litt unter häufigen Naturkatastrophen, vor allem unter den Überschwemmungen der Dranse, so 1469, 1595 und besonders verheerend 1818 (Katastrophe von Giétro). Einige Silberbergwerke wurden zeitweise zwischen 1344 und 1723, dann wieder 1852 bis 1855 ausgebeutet. Der Lac de Mauvoisin und der Massentourismus haben Bagnes seit der Mitte des 20. Jahrhunderts entscheidend verändert. Während früher vor allem Land- und Alpwirtschaft betrieben wurde, dominiert heute der Dienstleistungssektor.

## Bevölkerung
| Bevölkerungsentwicklung | Bevölkerungsentwicklung | Bevölkerungsentwicklung | Bevölkerungsentwicklung | Bevölkerungsentwicklung | Bevölkerungsentwicklung | Bevölkerungsentwicklung | Bevölkerungsentwicklung | Bevölkerungsentwicklung |
| ----------------------- | ----------------------- | ----------------------- | ----------------------- | ----------------------- | ----------------------- | ----------------------- | ----------------------- | ----------------------- |
| Jahr                    | 1850                    | 1900                    | 1950                    | 2000                    | 2010                    | 2012                    | 2014                    | 2016                    |
| Einwohner               | 4278                    | 4121                    | 3609                    | 6536                    | 7726                    | 7834                    | 8079                    | 8073                    |

87,42 % sprachen Französisch, 3,76 % Portugiesisch und 2,72 % Englisch.

## Politik und Verwaltung
Bagnes besaß ein Parlament, das für eine Amtsdauer von vier Jahren im Proporzverfahren gewählt wurde. Der Generalrat (conseil general) bestand aus 45 Personen. Der Gemeinderat (conseil communal) war die elfköpfige Exekutive und wurde gleich gewählt wie das Parlament. Dazu kamen zwei Gemeinderichter.

## Wirtschaft
Die Wirtschaft war durch den Tourismus geprägt. Die Landwirtschaft beschäftigte 11 % der Erwerbstätigen, das Gewerbe 28 % und der Dienstleistungssektor 61 %.

## Verkehr
- Im Val de Bagnes verläuft der Sentier des Chamois.
- Von Sembrancher aus verläuft die Hauptstrasse 205 nach Le Châble und Verbier.
- Im Ortsteil Le Châble befindet sich der Kopfbahnhof der Chemin de fer Martigny–Orsières (MO) – heute Bestandteil der Transports de Martigny et Régions (TMR). Sie verbindet einerseits Le Châble und andererseits Orsières mit Martigny an der Simplonlinie. Der Bahnhof wurde 2018 für 27 Millionen Franken unterirdisch neu gebaut mit direkter Anbindung an die Gondelbahnen von Verbier und Bruson.[5]

## Persönlichkeiten
- Philippe Carron (* 1944), Autorennfahrer
- Cilette Cretton (* 1945), Lehrerin und Politikerin
- Albert Maret (1900–1984), Elektroingenieur, Initiant des Lac de Mauvoisin
- Marie-Chantal May Canellas (* 1973), Bundesrichterin
- Adrien Pasquali (1958–1999), Schriftsteller, Literaturwissenschaftler und Übersetzer
- Maurice Troillet (1880–1961), Staatsrat (1913–1953)
- Joël Volluz (* 1991), Rennfahrer

## Galerie

Luftbild (1964)
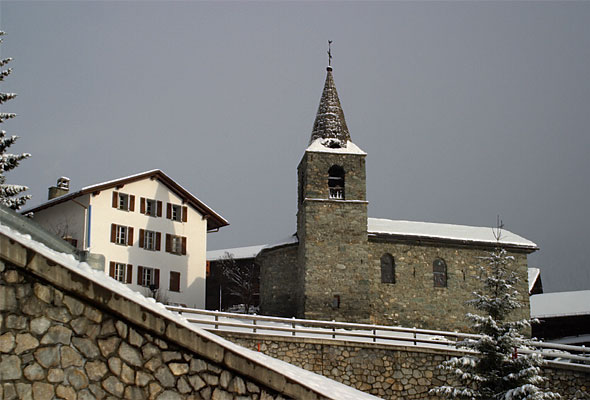
Die alte Kirche in Verbier-Village im Winter
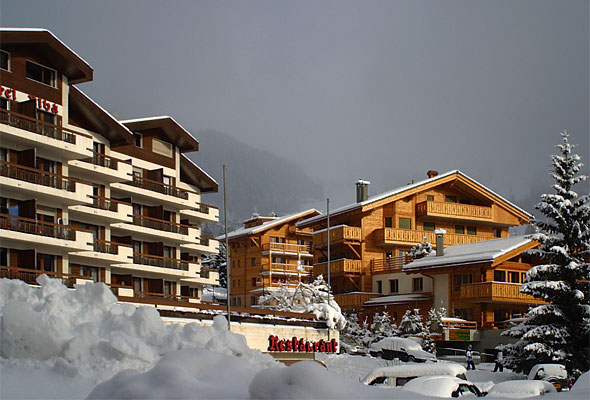
Touristenort Verbier